# Jieji
Jieji (kinesiska: 解集) är en socken i östra Kina. Den ligger i stadsdistriktet Yongqiao i staden Suzhou i provinsen Anhui, omkring 230 kilometer norr om provinshuvudstaden Hefei. Antalet invånare är 48511. Befolkningen består av 23 487 kvinnor och 25 024 män. Barn under 15 år utgör 22,0 %, vuxna 15-64 år 65 %, och äldre över 65 år 11,0 %.